# Mercedes Cup 2012
Il Mercedes Cup 2012 è stato un torneo di tennis giocato sulla terra rossa. È stata la 35ª edizione del Mercedes Cup, che fa parte della categoria ATP World Tour 250 series nell'ambito dell'ATP World Tour 2012.
Si è giocato a Stoccarda in Germania, dal 7 al 15 luglio 2012.

## Partecipanti

### Teste di serie
| Nazionalità | Giocatore         | Ranking* | Testa di serie |
| ----------- | ----------------- | -------- | -------------- |
| Serbia      | Janko Tipsarević  | 8        | 1              |
| Argentina   | Juan Mónaco       | 14       | 2              |
| Australia   | Bernard Tomić     | 28       | 3              |
| Spagna      | Pablo Andújar     | 36       | 4              |
| Paesi Bassi | Robin Haase       | 41       | 5              |
| Russia      | Nikolaj Davydenko | 47       | 6              |
| Polonia     | Łukasz Kubot      | 49       | 7              |
| Germania    | Tommy Haas        | 50       | 8              |

* Ranking al 25 giugno 2012.
Giocatori che hanno ricevuto una wild card:
- Dustin Brown
- Tommy Haas[2]
- Robert Kern

Giocatori passati dalle qualificazioni:

- Igor' Andreev
- Pavol Červenák
- Martin Fischer
- Julian Reister

## Campioni

### Singolare
Janko Tipsarević ha sconfitto in finale  Juan Mónaco per 6-4, 5-7, 6-3.
- È il terzo titolo in carriera per Tipsarević.

### Doppio
Jérémy Chardy /  Łukasz Kubot hanno sconfitto in finale  Michal Mertiňák /  André Sá per 6-1, 6-3.